# 阿德莱德·兰伯特
阿德莱德·兰伯特（英語：Adelaide Lambert，1907年10月27日—1996年4月17日），美国女子游泳运动员。她曾代表美国参加1928年夏季奥林匹克运动会游泳比赛，获得女子4×100米自由泳接力金牌。